# Île du Nord
Île du Nord är en ö i Antarktis. Den ligger i havet utanför Östantarktis. Frankrike gör anspråk på området.